# Puigdoure
Puigdoure és un mas al sud-oest del terme municipal de Mura (al Bages) protegit com a bé cultural d'interès local. La masia de Puigdoure es troba dins la zona del Parc Natural de Sant Llorenç del Munt i l'Obac. Per arribar cal agafar el camí que surt a la dreta, entre el P.Q.6 i P.Q.7 de la carretera BV-1224 del Pont de Vilomara a Rocafort. Es passa per la masia del Farell i seguint el camí s'arriba a Puigdoure, que es troba sota el Turó de Puigdoure.

## Arquitectura
El mas Puigdoure està format per un edifici principal al qual es van anar afegint altres cossos a la banda sud i a la nord. A part trobem dues edificacions independents, un pou i un avenc que fa les funcions de cisterna de recollida d'aigües pluvials.
El cos principal, situat al centre, és el que es troba en pitjor estat, tenia dues plantes d'alçada i coberta a dues aigües de teula àrab amb el carener N-S, forjat de bigues de fusta i revoltons. La façana, orientada a llevant, conserva el portal d'arc de mig punt amb dovelles de pedra sorrenca, dues finestres al pis amb llinda, brancals i ampit de pedra, una d'elles té inscrita la data de 1743, possible data d'una reforma.
A la banda sud hi ha un cos fruit d'una ampliació feta al segle xix, de planta rectangular, consta de tres plantes i coberta d'una vessant inclinada a la façana de migdia. Al primer pis hi ha dues balconeres amb barana de ferro. Tant llindes com brancals són de maó i estaven pintats de blanc. S'accedeix a la casa per una porta a la façana nord.
A l'interior es pot veure un espai en planta baixa que estava cobert amb volta de canó, igual que els baixos de la casa antiga que, degut al desnivell del terreny, queden soterrats. Al nord de l'edifici principal hi ha una construcció independent que conserva la teulada a doble vessant i que alberga dues tines en bon estat, una és circular i l'altre quadrada, totes dues folrades amb cairons ceràmics.
A la banda de ponent, resten els murs d'una edificació rectangular que ha perdut la teulada, que albergaven un antic trull d'oli, del que resta la mola del molí, així com la silueta d'una premsa que estaria encastada a la paret. Hi ha també una cisterna a uns 25 m. al N-O de la casa que aprofita un avenc natural i acumula l'aigua de pluja que es fa arribar amb canalitzacions excavades a la paret de roca natural.
L'interior de la masia es troba en mal estat, ja que el sostre s'ha esfondrat. Al camí abans d'arribar a la casa hi ha un pou cobert amb cúpula de pedra.

## Història
Puigdoure surt esmentada en el fogatge de 1553 que esmenta a Narcís Puig Roure. També a la consueta de Mura de 1592 hi vivia Salvador Puxtoura i 11 persones més. Aquesta informació és la que en permet afirmar que la casa ja existia al segle xiv. Tenim també un document de l'any 1633, quan Jaume Puigdoure pagès de Santa Creu de Palou, era tutor i cuidador dels fills d'Antich Puigdoure. A la mateixa casa tenim gravada la data 1743 en una llinda de la casa antiga, probablement fruit d'una ampliació o reconstrucció, i el cos més modern data del segle xix. Les masies de Santa Creu de Palou: Mata-rodona, Puigdoure, la Casa del Putxet i el Farell, al segle xviii van tenir un important auge econòmic degut a la producció de vi, com ho demostren les llindes gravades en les portes de les cases i els cups. L'antic masover de la casa, Ramon Montagut, va trobar cinc monedes de coure, ardits de bilió, moneda barcelonesa de l'any 1640, en retirar la runa de la teulada de la casa antiga que se li va enfonsar. En aquella època la casa era utilitzada com a corrals de bestiar.